# 氣旋阿萊西亞
熱帶氣旋阿萊西亞（澳洲氣象局：01U，聯合颱風警報中心：02S）是2010－2011年澳洲地區熱帶氣旋季的一個熱帶氣旋，風暴於2013年11月20日形成，2013年12月1日消散。
熱帶氣旋阿萊西亞是首個在11月影響澳洲北領地的熱帶氣旋，上個在此時間內的熱帶氣旋是1975年的氣旋瓊。風暴最初于2013年11月20日在澳洲西澳大利亞州的里爾蒙斯以北約1465公里被評定為一個低壓區。低壓系統一直穩定的向西南偏西方向移動，在11月22日時加強為一級熱帶氣旋。
縱觀阿萊西亞的一生，并沒有造成大量破壞。部分地區出現了大風，強風，測出的最大陣風每小時109公里，最大降雨量為290.4毫米。

## 氣象歷史
2013年11月20日，澳洲氣象局把一個位於里爾蒙斯以北約1465公里的一個低壓區升格為熱帶低氣壓，並給予編號01U。
11月22日06:00UTC，聯合颱風警報中心將其升格為熱帶風暴，並給予編號02S。12:00UTC，澳洲氣象局將其升格為一級熱帶氣旋，並命名為Alessia（阿萊西亞）。
11月24日06:00UTC，聯合颱風警報中心為其發出最後熱帶氣旋報告。09:00UTC，阿萊西亞在澳洲北領地戴利河海岸登陸。
11月25日00:00UTC，澳洲氣象局將其降格為熱帶低氣壓。
11月27日03:00UTC，澳洲氣象局再次將其升格為一級熱帶氣旋。06:00UTC，聯合颱風警報中心再次將其升格為熱帶風暴。12:00UTC，阿萊西亞在澳洲北領地卡爾弗特河海岸再次登陸。18:00UTC，聯合颱風警報中心將其降格為熱帶低氣壓，並為其發出最後的警報。
11月28日03:00UTC，澳洲氣象局將其降格為熱帶低氣壓。
12月1日05:00UTC，澳洲氣象局為其發出最後熱帶氣旋報告。

## 防範措施及影響

### 金伯利和北部地區
11月21日，溫德姆和比格爾灣之間的西澳大利亞州沿海和附近內陸地區發出熱帶氣旋觀察預警 ，預警範圍很快擴展到包括西澳大利亞與北領地邊界以及米切爾高原地區。此外，從米切爾高原到鸚鵡島的地區則發出熱帶氣旋警告 。第二天，觀察預警範圍延伸至北領地的霍瑟姆海角燈塔，包括達爾文市和提維群島。隨著阿萊西亞增強，熱帶氣旋警告範圍逐漸向東推進，在風暴登陸前範圍覆蓋至斯圖爾特海角以東 。11月24日，隨著阿萊西亞向登陸並減弱為熱帶低氣壓，所有熱帶氣旋觀察預警和警告解除。
11月23日，阿萊西亞以一級熱帶氣旋下限強度靠近金伯利海岸線，在蒙加拉魯·特魯斯科特空軍基地西北約45公里的特勞頓島測得最高風速為69公里/小時（43英里/小時），陣風則為94公里/小時（58英里/小時），然而，風暴的快速移動限制了降雨量，島上只錄得24.8毫米（0.98英寸）的總雨量 。在西部，卡倫布魯的降雨量為37.8毫米（1.49英寸） 。在達爾文，強風吹倒北部郊區和霍華德斯普林斯的幾棵樹，帕默斯頓則發生局部洪水。此外，該市的一根電力線被吹斷。當局報告沒有因風暴而發生的嚴重交通事故。

### 卡奔塔利亞灣
11月27日，阿萊西亞在卡奔塔利亞灣進行重新發展後，北領地羅珀港至昆士蘭州卡倫巴之間的地區（包括莫寧頓島）隨即發出熱帶氣旋警告。當風暴在登陸北領地時，所有監視和警告都會在同一天稍後時間取消。在中心島，11月27日的日降雨量達到峰值162.8毫米（6.41英寸），但在隨後的三天里，風暴在卡奔塔利亞灣西南部不穩定移動，期間錄得127.6毫米（5.02英寸）的降雨量，風暴通過期間錄得持續的風速為87公里/小時（54英里/小時），陣風為109公里/小時（68英里/小時），而麥克亞瑟河鑛場則在11月27日共錄得200毫米（7.9英寸）的降雨量。

## 外部連結
- 世界氣象組織
- 澳大利亞國家氣象局（熱帶氣旋警報中心－珀斯、達爾文及布利斯本） （页面存档备份，存于）
- 聯合颱風警報中心 （页面存档备份，存于）